# Арминьон, Виктор
Виктор (Витторио) Арминьон (итал. Vittorio Arminjon; 9 октября 1830, Шамбери, Савойя — 4 февраля 1897) — итальянский адмирал, исследователь и писатель
. Член-корреспондент Савойской академии наук, литературы и искусства.

## Биография
Родился в семье сенатора. В 12-летнем возрасте в 1842 году поступил в Королевское военно-морское училище в Генуе, в 1847 году стал морским офицером. В 1848—1849 годах служил на Адриатическом море, выушел в отставку в 1860 году и вступил на службу в ВМФ Франции, командовал судном «Зенобия», а затем «Асмодея». Стал кавалером ордена Почётного легиона.
В 1861 году снова присоединился к Королевскому флоту Италии и служил капитаном на фрегате. В 1865 году командовал фрегатом «Регина», который отправился из Неаполя в Монтевидео (Южная Америка), а оттуда, пароходом «Magenta» в кругосветное путешествие. На борту судна находились натуралисты профессора Энрико Хилльер Джильоли и Филиппо де Филиппи, которые собрали и описали различные зоологические образцы, в том числе Буревестника на Тринидаде, который был назван в честь Арминьона как Pterodroma arminjoniana (Тринидадский тайфунник).
В 1865 г. ему было поручено заключение торговых договоров с Китаем и Японией. 26 октября 1866 г. в Пекине капитан корвета «Маджента» Витторио Арминьон, вручил верительные грамоты полномочного министра и подписал первый договор о дружбе, торговле и мореплавании между Китаем и Италией. Положением о наибольшем благоприятствовании признавалось открытие 16 портов для торговли и разрешалось, как это уже имело место для Франции и Великобритании, иметь дипломатического представителя, проживающего в Пекине, а не в Тяньцзине. Также подписал аналогичный договор с Японией в пользу Италии.
В феврале 1867 года был награждён орденом Святых Мориса и Лазаря. Затем, назначен на должность директора по вооружению и стал руководителем Королевской военно-морской школы. В 1876 году получил звание контр-адмирала, служил на броненосце «Рома».
Вышел в отставку в 1877 году и занимался изучением сельского хозяйства, экспериментируя с прикладной химией на своих землях в Пьемонте.
Издал книги «Il Giappone е il viaggio della corvetta „Magenta“ nel 1866; coll aggiunta dei trattati del Giappone е della China e relative tariffe» (Генуя, 1869).
В 1882 году по случаю 400-летия служения Христофора Колумба Изабелле Кастильской получил от короля Испании Альфонсо XII Большой крест морских заслуг.